# 保寧縣 (維州)
保寧縣是四川古代的一個縣份，五代前蜀永平二年（912年）改唐薛城縣置，治今四川省理縣東北薛城，為維州治，宋為威州治。元至元十九年（1282年）省入威州，明玉珍復置縣。洪武二十年五月復省縣入威州。